# عبد العزيز السويد
عبد العزيز بن أحمد السويد هو كاتب وصحفي سعودي عمل في العديد من الصحف والمطبوعات السعودية وله زاوية يومية في جريدة الحياة اللندنية، ومن مؤلفاته: كتاب “أحيانا مقالات ساخر”*مجموعة قصصية “لا ترم قشر الموز”.

## الحياة المهنية
بدأ عبد العزيز السويد العمل الصحفي متعاوناً مع مجلة اليمامة، ثم عمل محرراً اقتصادياً لمجلة اليمامة، وسكرتير تحرير في المجلة نفسها، ومدير مكتب صحيفة الاقتصادية بالرياض عند صدورها، ونائب رئيس تحريرصحيفة الاقتصادية.

## كتب
| الاسم            | الناشر           | تاريخ النشر | عدد الصفحات | ردمك ISBN         |
| ---------------- | ---------------- | ----------- | ----------- | ----------------- |
| لا ترم قشر الموز | المكتبة التراثية | 2004        | 144         | (ردمك 9960449349) |
| أحياناً           | جريدة اليمامة    | 1993        | 176         | (ردمك 9960270690) |

## مقالات
- وجبة المطبات.[6]
- ناقل ومنقول[7]
- أمامك مطعم![8]
- أبو جهل يقود مركبة![9]
- أحياناً.. حتى لا يضيع «السطل» بين المطاعم[10]
- خدمات طباعة كتاب[11]
- أمننا[12]
- شركات الاستقدام والبيئة التجارية العادلة[13]
- العراق بين العربي والإيراني[14]
- أحياناً... عزلة خامنئي[15]

## وصلات خارجية
- الموقع الرسمي للكاتب عبد العزيز السويد.